# Petrovac (otok)
Petrovac je nenaseljeni otočić u otočju Lastovci, istočno od Lastova. Otok je od Lastova udaljen oko 1100 metara, a najbliži otok mu je Kručica, oko 200 m prema istoku.
Površina otoka je 90.063 m2, duljina obalne crte 1623 m, a visina 47 metara.